# Paralichas guerini
Paralichas guerini is een keversoort uit de familie Ptilodactylidae. De wetenschappelijke naam van de soort is voor het eerst geldig gepubliceerd in 1859 door White.